# Arcellidae
Famille
Les Arcellidae sont une famille d'amibes de l’ordre des Arcellinida  (classe des Tubulinea ).

## Étymologie
Le nom de la famille vient du genre type Arcella, dérivé du latin arcella, lui-même diminutif de arca, « cassette, coffre, armoire », en référence de l'enveloppe minérale, ou test, dans lequel s’abrite cette amibe.

## Description
Le genre type Arcella possède un test, enveloppe minérale, plus ou moins circulaire avec une ouverture centrale invaginée, entourée d'un collier chez de nombreuses espèces. Ce test complètement organique, est composé d'unités de construction en forme de boîte disposées en une seule couche et cimentées ensemble, ce qui donne une surface aréolaire. La taille des unités de construction diffère selon les espèces. Les jeunes coquilles sont incolores, les plus anciennes deviennent brunes en raison du stockage du fer et du manganèse dans les unités de construction. La plupart des espèces sont binucléées, mais plusieurs espèces sont multinucléées. Leur noyau est toujours vésiculaire. Il a plusieurs vacuoles contractiles. La cellule ne remplit pas complètement le test ; elle est fixée par de petits épipodes attachés à la paroi de la coquille. Il y a un cystoïde à l'intérieur du test. Il n'y a pas de pores autour de l'ouverture.
Les espèces d'Arcella ont une coquille plus ou moins en forme de parapluie avec une ouverture centrale invaginée d'où émergent les lobopodes, pseudopodes en forme de doigt. En vue dorsale, la coquille a une forme qui varie entre circulaire, elliptique large, à carrée irrégulière. En vue latérale, le test varie de discoïde aplati à sphérique. La plupart des espèces ont une coquille hémisphérique. L'ouverture est normalement circulaire et, chez certaines espèces, elliptique ; chez de nombreuses espèces elle est entourée d'un tube, mais elle n'a jamais d'anneau de pores. Les espèces munies de pores autour de l'ouverture sont regroupées dans le genre Galeripora.
Arcella est un genre d'amibes testacées, parmi les plus grands et les plus fréquents.

## Liste des genres
Selon IRMNG (5 janvier 2025) et GBIF (5 janvier 2025) :
- Antarcella Deflandre, 1928
- Arcella Ehrenberg, 1832 genre type
- Galeripora González-Miguéns, Soler-Zamora, Villar-Depablo, Todorov & Lara, 2021[4].

## Systématique
Le nom valide de ce taxon est Arcellidae Ehrenberg, 1843.

## Publication originale
- (de) Ehrenberg, C.G. (1832). Über die Entwickelung und Lebensdauer der Infusionsthiere; nebst ferneren Beiträgen zu einer Vergleichung ihrer organischen Systeme. Abhandlungen der Königlichen Akademie Wissenschaften zu Berlin, Physikalische Klasse 1831: 1-154, pls I-IV : lire en ligne.